# MŠK Námestovo
MŠK Námestovo là một câu lạc bộ bóng đá Slovakia, đến từ thị trấn Námestovo. Câu lạc bộ được thành lập năm 1931.

## Đội hình hiện tại
Ghi chú: Quốc kỳ chỉ đội tuyển quốc gia được xác định rõ trong điều lệ tư cách FIFA. Các cầu thủ có thể giữ hơn một quốc tịch ngoài FIFA.
| Số | VT | Quốc gia | Cầu thủ         |
| -- | -- | -------- | --------------- |
| 1  | TM | Slovakia | Tomáš Lešňovský |
| 2  | HV | Slovakia | Marcel Pikoš    |
| 3  | HV | Slovakia | Martin Habiňák  |
| 4  | HV | Slovakia | Michal Čiernik  |
| 5  | TV | Slovakia | Ľubomír Jaššo   |
| 6  | TV | Slovakia | Marián Čiernik  |
| 7  | TV | Slovakia | Samuel Kurtulík |
| 8  | HV | Slovakia | Juraj Siman     |
| 9  | TV | Slovakia | Lukáš Čecho     |
| 10 | TV | Slovakia | Lukáš Kubica    |

| Số | VT | Quốc gia | Cầu thủ            |
| -- | -- | -------- | ------------------ |
| 11 | TĐ | Slovakia | Marek Žákovič      |
| 12 | TV | Slovakia | Patrik Jagnešák    |
| 13 | TV | Slovakia | Rastislav Jagnešák |
| 14 | HV | Slovakia | Martin Buckulčík   |
| 15 | TV | Slovakia | Šimon Mydlár       |
| 16 | TV | Slovakia | Jaroslav Kormaňák  |
| 17 | HV | Slovakia | Marek Banas        |
| 18 | TM | Slovakia | Daniel Kubica      |
| 19 | TĐ | Slovakia | Samuel Kormaňák    |
| 20 | TM | Slovakia | Tomáš Smataník     |